# ستيفان سينوفيك
ستيفان سينوفيك (بالصربية: Стефан Синовец) مواليد 20 يونيو 1988 في بلغراد، جمهورية صربيا الاشتراكية، هو لاعب كرة سلة صربي. بدأ مسيرته الاحترافية في سنة 2005. يلعب مع إم زد تي سكوبيه.

## المسيرة الاحترافية
لعب مع بارتيزان في موسم 2009–2010، ثم لعب مع رادنيتشكي كراغوييفاتس من سنة 2011 إلى 2013، ثم لعب مع إم زد تي سكوبيه في موسم 2013–2014، ثم لعب مع سولنوكي أولاي في سنة 2014، ثم لعب مع إم زد تي سكوبيه في موسم 2014–2015، ثم لعب مع كركا في موسم 2015–2016، ثم لعب مع إم زد تي سكوبيه في سنة 2016.

## روابط خارجية
- ستيفان سينوفيك على موقع الاتحاد الدولي لكرة السلة (الإنجليزية)
- ستيفان سينوفيك على موقع الدوري الأوروبي لكرة السلة (الإنجليزية)
- ستيفان سينوفيك على موقع كرة السلة الأوروبية.كوم (الإنجليزية)
- ستيفان سينوفيك على موقع ريلجم (الإنجليزية)
- ستيفان سينوفيك على موقع بروبوليرز (الإنجليزية)
- ستيفان سينوفيك على موقع سبورتس رفرنس (الإنجليزية)